# Todo eso y más 10º aniversario
Episodio emitido el 23 de abril de 2005, donde se celebraba los 10 años de Todo Eso, entre los actores que participaron se encontraron el reparto actual, Jack de Sena, Chelsea Brummet, Lisa Foiles, Kyle Sullivan, Christina Kirkman y Ryan Coleman, más antiguos miembros del reparto como Kenan Thompson, Kel Mitchell, Danny Tamberelli, Josh Server, Jamie Lynn Spears, Mark Saul, Alysa Reyes, Giovani Samuels, Angelica Bates, Katrina Johnson, y una videoconferencia de Nick Cannon donde felicita al programa, a los actores y pide perdón por no haber podido acudir, por otra parte se esperaba que Amanda también fuese invitada, pero no pudo acudir porque se encontraba en el Caribe grabando una película. Durante el episodio se eligieron a los dos miembros que formarían parte del reparto durante la décima temporada, Kina Underwood y Denzel Withtaker.
Otras celebridades en el show fueron: Drake Bell, Josh Peck, Miranda Cosgrove, Paul Butcher Christopher Massey, Alexa Nikolas, Jesse Mcarthy, Raven Symoné, Simple Plan, el jurado de American Idol, Alizze, Bow Wow y Frankie Muniz que presentó el programa.
- Datos: Q10958829